# Arcadia
Arcadia — метеорит-хондрит масою 19400 грам. Був знайдений на території штату Небраска, США, у 1937 році.